# Randy Lanier
Randy Thomas Lanier (ur. 22 września 1954 roku w Davie) – amerykański kierowca wyścigowy.

## Kariera
Lanier rozpoczął karierę w międzynarodowych wyścigach samochodowych w 1982 roku od startów w FIA World Endurance Championship, gdzie jednak nie zdobywał punktów. W późniejszym okresie Amerykanin pojawiał się także w stawce IMSA Camel GT Championship, 24-godzinnego wyścigu Le Mans, IMSA Camel GTP Championship, CART Indy Car World Series oraz Indianapolis 500.
W CART Indy Car World Series Lanier startował w latach 1985-1986. Najlepszy wynik Amerykanin osiągnął w 1986 roku, kiedy z dorobkiem 21 punktów został sklasyfikowany na dwudziestej pozycji w końcowej klasyfikacji kierowców.
W 24-godzinnym wyścigu Le Mans Lanier wystartował w 1982 roku w klasie GTX. Wyścig ukończył na 49 pozycji, a w swojej klasie był dziesiąty.